# Wilyer Abreu
Wilyer David Abreu (Maracaibo, estado Zulia - 24 de junio de 1999) es un jardinero de béisbol profesional venezolano de los Medias Rojas de Boston en las grandes ligas (MLB). Hizo su debut en 2023.
Se hizo ganador del guante de oro como jardinero en las grandes ligas de beisbol 2024. 

## Carrera

### Houston Astros
El 2 de julio de 2017, Abreu firmó con los Astros de Houston como agente libre internacional. Debutó como profesional ese año con los Astros de la Liga Dominicana de Verano.  Avanzó a single-A en 2019 y a double-A en 2022. 

### Medias Rojas de Boston
El 1 de agosto de 2022, los Astros intercambiaron a Abreu y Enmanuel Valdez a los Medias Rojas de Boston por Christian Vázquez.  El 15 de noviembre de 2022, los Medias Rojas agregaron a Abreu a su roster de 40 para protegerlo del draft de la Regla 5.
En 2022, jugó para los Scottsdale Scorpions en la Arizona Fall League y registró cifras ofensivas de .167/.275/.204 con 18 ponches en 54 turnos al bate.
En un juego de entrenamiento primaveral, a principios de marzo de 2023, Abreu sufrió una distensión en el tendón de la corva izquierda mientras corría las bases contra los Marlins de Miami, tras lo cual el manager de los Medias Rojas, Alex Cora, anunció que estaría fuera por un tiempo.  El 11 de marzo, fue transferido a los Medias Rojas de Worcester Triple-A. 
El 22 de agosto, ascendió a las ligas mayores por primera vez tras una lesión del jardinero Jarren Durán. Abreu hizo su debut esa noche, en un juego contra los Astros de Houston, y registró su primer hit en la MLB. 
A finales de agosto pasó un tiempo en la lista de paternidad.  En total, Abreu apareció en 28 juegos de Grandes Ligas, bateando .316 con dos jonrones y 14 carreras impulsadas.  En 86 juegos de Triple-A con Worcester, bateó .274 con 22 jonrones y 65 carreras impulsadas.  También fue incluido en el equipo de estrellas Triple-A de postemporada. 

### En Venezuela
En la Liga Venezolana de Béisbol Profesional forma parte de la plantilla de las Águilas del Zulia, equipo con el que tomó sus primeros turnos en la temporada de 2017. También tuvo participación en las campañas de 2018 y 2019.